# Paul Ackerley
Paul Ackerley (* 16. Mai 1949 in Ashburton; † 3. Mai 2011 in Wellington) war ein neuseeländischer Hockeyspieler und -trainer, der bei den Olympischen Sommerspielen 1976 in Montreal die Goldmedaille im Hockey gewann.

## Leben
Ackerley studierte nach dem Schulbesuch an der University of Canterbury in Christchurch und begann dort beim University of Canterbury Hockey Club seine Laufbahn als Hockeyspieler. 1974 wurde er erstmals in die Hockeynationalmannschaft berufen, gehörte dieser bis 1977 an und schoss dabei 25 Tore.
Während dieser Zeit war er 1976 Teilnehmer bei den Olympischen Sommerspielen in Montreal und bezwang dabei mit seinem Team zunächst die Niederlande im Halbfinale am 28. Juli 1976 mit einem 2-1 nach Verlängerung. Im Finale am 30. Juli 1976 besiegte die neuseeländische Nationalmannschaft schließlich Australien mit einem 1-0 und gewann damit neben dem 1500-Meter-Läufer John Walker die einzige Goldmedaille für Neuseeland bei diesen Spielen.
Für diese Leistung wurde Ackerley mit dem Team 1990 in die New Zealand Sports Hall of Fame in Dunedin aufgenommen.
1992 wurde er Trainer der Feldhockey-Nationalmannschaft der Damen und gewann mit dieser die Bronzemedaille bei den Commonwealth Games 1998 in Kuala Lumpur. Im Anschluss beendete er diese Tätigkeit und arbeitete zuletzt als Berater für Training und ehrenamtliches Engagement bei Sport und Recreation New Zealand (Sparc).